# Sojus MS-25
Sojus MS-25 ist die Missionsbezeichnung des 40. Besuchs eines russischen Sojus-Raumschiffs an der Internationalen Raumstation (ISS). Es ist der 177. Flug im Sojus-Programm.

## Besatzung
Es ist mit Tracy Caldwell Dyson aus den Vereinigten Staaten und Maryna Wassileuskaja aus Belarus der erste Flug zweier Frauen an Bord eines Sojus-Raumschiffes. Der Missionskommandant ist der russische Kosmonaut Oleg Nowizki, geboren in der Weißrussischen SSR, Sowjetunion.

### Startbesatzung
- Oleg Nowizki (4. Raumflug), Kommandant (Russland/Roskosmos)
- Maryna Wassileuskaja (1. Raumflug), Passagierin (Belarus/Nationale Agentur für kosmische Wissenschaften in Belarus)
- Tracy Caldwell Dyson (3. Raumflug), Bordingenieurin (USA/NASA)

### Ersatzmannschaft
- Iwan Wagner (5. Raumflug), Kommandant (Russland/Roskosmos)
- Anastassija Ljankowa (1. Raumflug), Passagierin (Belarus/Nationale Agentur für kosmische Wissenschaften in Belarus)
- Donald Pettit (4. Raumflug), Bordingenieur (USA/NASA)

### Rückkehrbesatzung
- Oleg Kononenko (5. Raumflug), Kommandant (Russland/Roskosmos)
- Nikolai Tschub (1. Raumflug), Bordingenieur (Russland/Roskosmos)
- Tracy Caldwell Dyson (3. Raumflug), Bordingenieurin (USA/NASA)

## Missionsverlauf

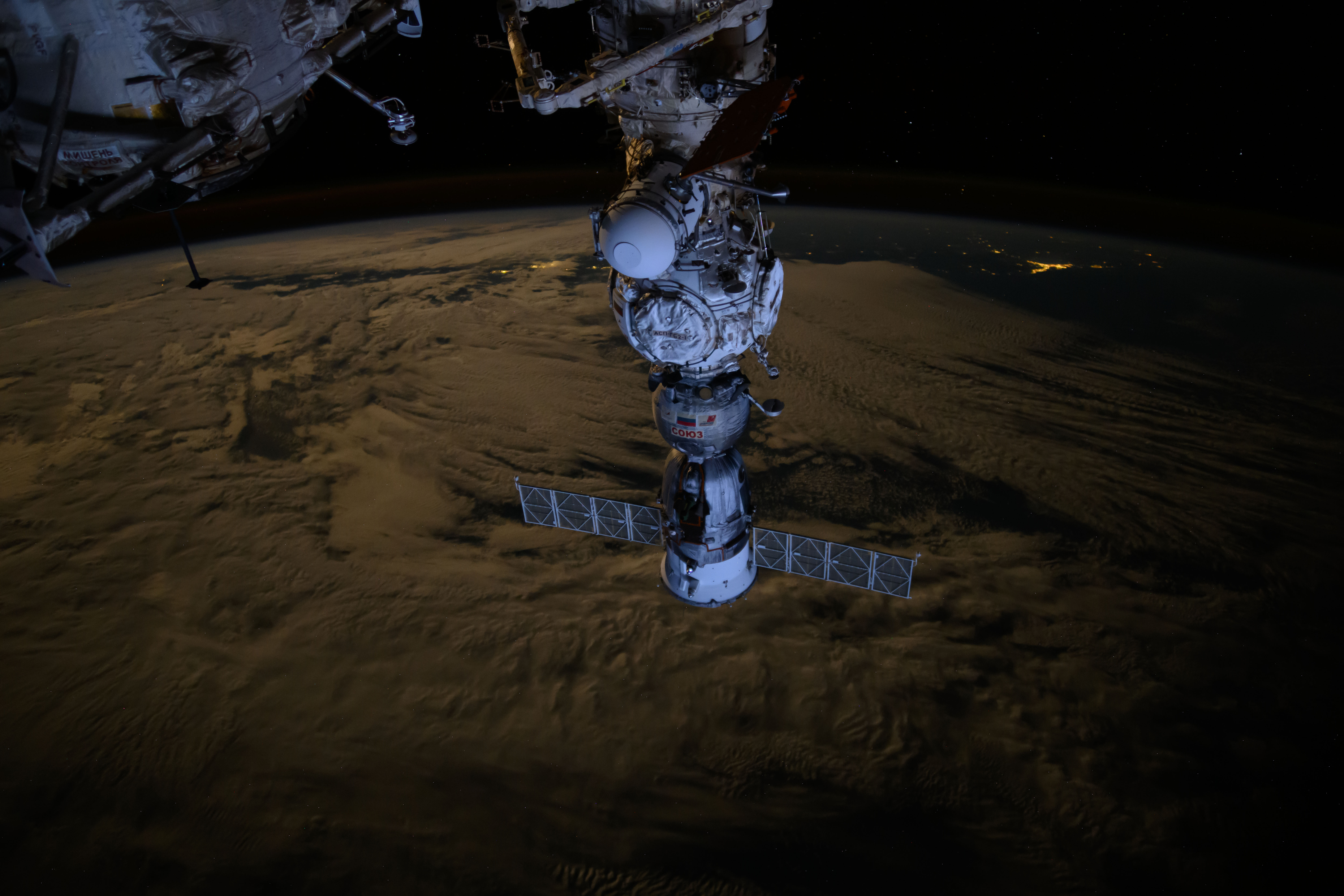
Sojus MS-25 angedockt am Modul Prichal

Der ursprünglich für den 21. März 2024 geplante Start musste aufgrund eines Spannungsabfalls in einem der Stromgeneratoren abgebrochen und verschoben werden. Am 23. März 2024, 12:36 UTC, 13:36 Mitteleuropäische Sommerzeit (MESZ) startete Sojus MS-25 erfolgreich vom Kosmodrom Baikonur zur Internationalen Raumstation (ISS). Zwei Tage später, am 25. März 2024 um 15:02 UTC, 16:02 MESZ, dockte die Raumkapsel an das Pritschal-Modul des russischen ISS-Segments an.
Beim Andocken von Sojus MS-25 lief auf der ISS die ISS-Expedition 70. Kommandant der ISS war zu dieser Zeit Oleg Kononenko (Russland/Roskosmos).
Caldwell Dyson verbrachte die gesamte Missionsdauer von Sojus MS-25, etwa sechs Monate, an Bord der Internationalen Raumstation. Nowizki und Wassileuskaja verbrachten zwölf Tage an der Raumstation und kehrten am 6. April 2024 mit Sojus MS-24 zur Erde zurück, Dyson folgte am 23. September 2024 zusammen mit Oleg Kononenko und Nikolai Tschub, die ein Jahr zuvor mit Sojus MS-24 angekommen waren.

## Trivia
Das Rufzeichen des Raumschiffes lautete „Kasbek“, der Name des dritthöchsten Berges Georgiens.
Der typische Indikator, der der Crew durch ein freies Schweben den Übergang in die Schwerelosigkeit anzeigt, war bei Sojus MS-25 „Sharik“, ein Plüschwelpe aus einer sowjetischen Kinderserie.